# Be My Lover
Be My Lover – singiel niemiecko-amerykańskiego zespołu La Bouche, wydany 3 marca 1995, promujący ich debiutancki album studyjny, zatytułowany Sweet Dreams. Piosenkę napisali członkowie grupy, Melanie Thornton i Lane McCray, a także Uli Brenner i Gerd Amir Saraf, którzy odpowiadali za produkcję wraz z Frankiem Farianem.
Piosenka dotarła na listy przebojów w kilkunastu krajach na świecie, w tym m.in. na pierwsze miejsce Niemczech i Szwecji.
Do piosenki zostały zrealizowane dwa oficjalne teledyski: jeden na rynek europejski, a drugi – na amerykański.

## Lista utworów
Maxi singel/Kaseta
1. „Be My Lover” (radio edit) – 3:58
2. „Be My Lover” (club mix) – 5:28
3. „Be My Lover” (trance mix) – 6:35
4. „Do You Still Need Me” – 3:35

Maxi singel – Euro Remixes
1. „Be My Lover” (euro dance mix) – 6:12
2. „Be My Lover” (Hi-NRG mix) – 5:47
3. „Be My Lover” (serious groove dub mix) – 5:41
4. „Be My Lover” (Alex goes to Cleveland mix) – 5:05
5. „Be My Lover” (Doug Laurent classic mix – edit) – 4:10
6. „Be My Lover” (trance mix) – 7:12
7. „Be My Lover” (house mix) – 4:51

## Notowania

### Pozycje na cotygodniowych listach sprzedaży
| Lista (1995)                  | Pozycja |
| ----------------------------- | ------- |
| European Hot 100              | 1       |
| Australia                     | 2       |
| Austria                       | 3       |
| Belgia (Flandria)             | 6       |
| Belgia (Walonia)              | 10      |
| Finlandia                     | 18      |
| Francja                       | 7       |
| Holandia (Dutch Top 40)       | 3       |
| Holandia (Single Top 100)     | 3       |
| Niemcy                        | 1       |
| Norwegia                      | 2       |
| Nowa Zelandia                 | 2       |
| Szwajcaria                    | 5       |
| Szwecja                       | 1       |
| Włochy                        | 1       |
| Billboard Hot Dance Club Play | 1       |
| Billboard Top 40 Mainstream   | 4       |
| Billboard Hot 100             | 6       |

## Certyfikaty
| Kraj                     | Certyfikat      | Sprzedaż |
| ------------------------ | --------------- | -------- |
| Australia (ARIA)         | platynowa płyta | 70 000   |
| Austria (IFPI Austria    | złota płyta     | 25 000   |
| Francja (SNEP)           | złota płyta     | 250 000  |
| Niemcy (BVMI)            | złota płyta     | 250 000  |
| Stany Zjednoczone (RIAA) | złota płyta     | 500 000  |